# The Saga Begins
The Saga Begins è una raccolta del cantante statunitense "Weird Al" Yankovic pubblicata nel 2000 da Avex Trax.

## Il disco
L'album è una raccolta giapponese di singoli del cantante statunitense. Il titolo è tratto dall'omonimo singolo.

## Tracce
1. The Saga Begins - 5:27
2. Eat It - 3:19
3. I Love Rocky Road - 2:33
4. Pretty Fly for a Rabbi - 3:02
5. Smells Like Nirvana - 3:42
6. Cavity Search - 4:19
7. Jerry Springer - 2:46
8. Theme from Rocky XIII (The Rye or the Kaiser) - 3:36
9. Gump - 2:10
10. Bedrock Anthem - 3:43
11. Phony Calls - 3:22
12. Like a Surgeon - 3:32
13. Grapefruit Diet - 3:30
14. Fat - 3:37
15. Living with a Hernia - 3:20
16. Amish Paradise - 3:20
17. It's All About the Pentiums - 3:34
18. Polka Power! - 4:21

## Musicisti
- "Weird Al" Yankovic - fisarmonica, tastiera, cantante
- Steve Jay - basso, coro
- Jim West - chitarra, banjo, coro
- Rubén Valtierra - tastiera
- Jon "Bermuda" Schwartz - batteria, coro